# Caspoggio - Valle Malenco
Caspoggio - Valle Malenco è un dipinto di Giannino Grossi. Eseguito nel 1929, appartiene alle collezioni d'arte della Fondazione Cariplo.

## Descrizione
In una seconda fase della sua carriera Grossi prese ad alternare le descrittive vedute milanesi, per le quali è maggiormente noto, con paesaggi brianzoli ed alpini dal fare più immediato e memore del naturalismo lombardo ottocentesco, anch'esse artefici del notevole successo commerciale dell'autore. In questo caso il soggetto del dipinto è Caspoggio, località della val Malenco non lontana da Sondrio, proprio in quegli anni divenuta soggetto ricorrente della pittura di Contardo Barbieri.

## Storia
Il dipinto venne esposto nel 1929 alla II mostra sindacale regionale lombarda allestita presso la Società Permanente di Milano; in quell'occasione venne acquistato dalla Cariplo.